# Eois inflammata
Eois inflammata är en fjärilsart som beskrevs av Paul Dognin 1910. Eois inflammata ingår i släktet Eois och familjen mätare. Inga underarter finns listade i Catalogue of Life.